# Kirchenkreis Gifhorn
Der Kirchenkreis Gifhorn ist einer der 48 Kirchenkreise der Evangelisch-lutherischen Landeskirche Hannovers und gehört zum Sprengel Lüneburg. Die Superintendentur befindet sich in Gifhorn.

## Geographische Lage
Der Kirchenkreis erstreckt sich in Niedersachsen vom südöstlichen Teil der Lüneburger Heide über das Allertal bis auf den Papenteich. Er umfasst fast den gesamten südwestlichen und zentralen Teil des Landkreises Gifhorn sowie kleine angrenzende Gebiete in den Landkreisen Peine (Neubrück und Ersehof) und Helmstedt (Essenrode) sowie der kreisfreien Stadt Braunschweig (Harxbüttel).
Der Kirchenkreis grenzt im Südwesten an den Kirchenkreis Peine, im Nordwesten an den Kirchenkreis Celle sowie im Norden und Osten an den Kirchenkreis Wolfsburg-Wittingen. Im Süden grenzt er an die Propsteien Vechelde, Braunschweig und Königslutter der Evangelisch-lutherischen Landeskirche in Braunschweig.

## Geschichte
Die Inspektion Gifhorn wurde 1534 gegründet und 1924 in Kirchenkreis Gifhorn umbenannt. Seit Gründung hat sich der Zuschnitt mehrfach verkleinert: Bereits 1570 wurde die Inspektion Fallersleben und 1797 die Inspektion Hankensbüttel ausgegliedert, deren Gemeinden heute Teil des Kirchenkreises Wolfsburg-Wittingen sind. 1706 wechselten die Kirchengemeinden im Amt Campen zur Braunschweigischen Landeskirche. 1926 gingen die Kirchengemeinden Essenrode-Grassel und Wettmershagen an den Kirchenkreis Fallersleben, erstere kehrte jedoch 1984 zurück. Zuwachs erfuhr der Kirchenkreis 1965 um die Kirchengemeinden Meinersen und Päse, als der Kirchenkreis Sievershausen auf die Kirchenkreise Peine, Burgdorf und Gifhorn aufgeteilt wurde. Im selben Jahr kam außerdem die Kirchengemeinde Müden (Aller) vom Kirchenkreis Celle hinzu. 2017 wechselte noch die Kirchengemeinde Neubrück von der braunschweigischen Propstei Vechelde in den Kirchenkreis.

## Regionen, Gemeinden und Kirchen
Der Kirchenkreis umfasst 25 Kirchengemeinden. Diese verteilen sich auf 5 Regionen. Die Anzahl der Kirchenmitglieder lag nach eigenen Angaben zum Stichtag 31. Dezember 2021 bei 51.635.
- Karte mit allen verlinkten Seiten:
- OSM |
- WikiMap

### Region NordOst
Die Region NordOst entspricht den Gebieten der Gemeinde Sassenburg und der Gemeinden Wahrenholz, Wesendorf und Wagenhoff aus der Samtgemeinde Wesendorf. Sie besteht aus vier Kirchengemeinden.
| Pfarramt      | Kirchengemeinde    | Gebiet                                                                                        | Kirche oder Kapelle                          | Bild   |
| ------------- | ------------------ | --------------------------------------------------------------------------------------------- | -------------------------------------------- | ------ |
| 1 Pfarrstelle | Wahrenholz         | Politische Gemeinde Wahrenholz und Wesendorfer Ortsteil Westerholz                            | St.-Nicolai-und-Catharinen-Kirche Wahrenholz | Kirche |
| 1 Pfarrstelle | Wesendorf          | Wesendorfer Ortsteil Wesendorf und politische Gemeinde Wagenhoff                              | St. Johannis-Kirche Wesendorf                | Kirche |
| 1 Pfarrstelle | Neudorf-Platendorf | Sassenburger Ortschaften Neudorf-Platendorf und Triangel sowie Westerbecker Wohnplatz Neuhaus | Thomas-Kirche Neudorf-Platendorf             | Kirche |
| 1 Pfarrstelle | Sassenburg         | Sassenburger Ortschaften Westerbeck (ohne Neuhaus), Stüde, Grußendorf und Dannenbüttel        | Kirche zum Guten Hirten Westerbeck           |        |

### Region Mitte
Die Region Mitte entspricht weitgehend dem Gebiet der Stadt Gifhorn. Die Region besteht aus fünf Kirchengemeinden, darunter eine Anstaltsgemeinde und drei pfarramtlich verbundene Gemeinden.
| Pfarramt                                           | Kirchengemeinde            | Gebiet                                                                       | Kirche oder Kapelle          | Bild    |
| -------------------------------------------------- | -------------------------- | ---------------------------------------------------------------------------- | ---------------------------- | ------- |
| 1 Pfarrstelle                                      | Gamsen-Kästorf             | Gifhorner Ortschaften Gamsen und Kästorf sowie nördliche Teile der Kernstadt | Epiphaniaskirche Gamsen      | Kirche  |
| Kirchlicher Dienst Kästorf (Dachstiftung Diakonie) | Kästorf (Anstaltsgemeinde) | Kästorfer Anstalten                                                          | Lazarus-Kirche Kästorf       | Kirche  |
| 5 Pfarrstellen                                     | Martin Luther              | Gifhorner Südstadt                                                           | Martin-Luther-Kirche Gifhorn | Kirche  |
| 5 Pfarrstellen                                     | Paulus                     | Gifhorner Oststadt                                                           | Paulus-Kirche Gifhorn        | Kirche  |
| 5 Pfarrstellen                                     | St. Nicolai                | Gifhorner Innenstadt und Weststadt sowie Ortschaften Wilsche und Neubokel    | St.-Nicolai-Kirche Gifhorn   | Kirche  |
| 5 Pfarrstellen                                     | St. Nicolai                | Gifhorner Innenstadt und Weststadt sowie Ortschaften Wilsche und Neubokel    | Schlosskapelle Gifhorn       | Kapelle |

### Region NordWest
Die Region NordWest entspricht weitgehend dem Gebiet der Samtgemeinde Meinersen sowie Teilen der Gemeinde Ribbesbüttel aus der Samtgemeinde Isenbüttel. Sie besteht aus vier Kirchengemeinden und zwei Kapellengemeinden.
| Pfarramt      | Kirchengemeinde                                   | Gebiet | Kirche oder Kapelle        | Bild    |
| ------------- | ------------------------------------------------- | --- | -------------------------- | ------- |
| 1 Pfarrstelle | Müden                                             | Politische Gemeinde Müden (Aller) ohne Ortsteil Hahnenhorn                                                                  | St.-Petri-Kirche Müden     | Kirche  |
| 1 Pfarrstelle | Meinersen                                         | Meinerser Ortsteil Meinersen                                                                                                | St.-Georg-Kirche Meinersen | Kirche  |
| 1 Pfarrstelle | Päse mit Kapellengemeinden Ahnsen und Seershausen | Übrige Meinerser Ortsteile mit Ausnahme Ohofs                                                                               | St.-Marien-Kirche Päse     | Kirche  |
| 1 Pfarrstelle | Päse mit Kapellengemeinden Ahnsen und Seershausen | Übrige Meinerser Ortsteile mit Ausnahme Ohofs                                                                               | Kapelle Ahnsen             | Kapelle |
| 1 Pfarrstelle | Päse mit Kapellengemeinden Ahnsen und Seershausen | Übrige Meinerser Ortsteile mit Ausnahme Ohofs                                                                               | Alte Kapelle Seershausen   |         |
| 1 Pfarrstelle | Leiferde                                          | Politische Gemeinde Leiferde, Hillerser Ortsteil Volkse und Ribbesbütteler Ortsteile Vollbüttel, Druffelbeck und Warmbüttel | St.-Viti-Kirche Leiferde   | Kirche  |

### Region SüdOst
Die Region SüdOst entspricht weitgehend dem Gebiet der Samtgemeinde Isenbüttel, dem Ostteil der Samtgemeinde Papenteich sowie je einer Ortschaft der Stadt Gifhorn und der Gemeinde Lehre. Sie besteht aus sieben Kirchengemeinden und einer Kapellengemeinde, von denen jeweils mindestens zwei unter insgesamt drei Pfarrämtern verbunden sind.
| Pfarramt       | Kirchengemeinde                    | Gebiet                                                                                | Kirche oder Kapelle             | Bild    |
| -------------- | ---------------------------------- | ------------------------------------------------------------------------------------- | ------------------------------- | ------- |
| 2 Pfarrstellen | Isenbüttel                         | Politische Gemeinden Isenbüttel und Wasbüttel sowie Ribbesbütteler Ortsteil Ausbüttel | St.-Marien-Kirche Isenbüttel    | Kirche  |
| 2 Pfarrstellen | Isenbüttel                         | Politische Gemeinden Isenbüttel und Wasbüttel sowie Ribbesbütteler Ortsteil Ausbüttel | Kapelle Wasbüttel               | Kapelle |
| 2 Pfarrstellen | Ribbesbüttel                       | Ribbesbütteler Ortsteil Ribbesbüttel und Gifhorner Ortschaft Winkel                   | St.-Petri-Kirche Ribbesbüttel   | Kirche  |
| 2 Pfarrstellen | Rötgesbüttel                       | Politische Gemeinde Rötgesbüttel                                                      | St.-Michael-Kirche Rötgesbüttel | Kirche  |
| 1 Pfarrstelle  | Meine mit Kapellengemeinde Vordorf | Politische Gemeinde Meine (ohne Grassel) und Vordorfer Ortsteil Vordorf               | St.-Stephani-Kirche Meine       | Kirche  |
| 1 Pfarrstelle  | Meine mit Kapellengemeinde Vordorf | Politische Gemeinde Meine (ohne Grassel) und Vordorfer Ortsteil Vordorf               | Kapelle Vordorf                 |         |
| 1 Pfarrstelle  | Grassel                            | Meiner Ortsteil Grassel                                                               | St.-Vincenz-Kirche Grassel      | Kirche  |
| 1 Pfarrstelle  | Calberlah                          | Calberlaher Ortsteile Calberlah, Allerbüttel und Edesbüttel                           | Christuskirche Calberlah        | Kirche  |
| 1 Pfarrstelle  | Calberlah                          | Calberlaher Ortsteile Calberlah, Allerbüttel und Edesbüttel                           | Alte Kapelle Calberlah          | Kapelle |
| 1 Pfarrstelle  | Essenrode                          | Lehrer Ortschaft Essenrode                                                            | St.-Johannes-Kirche Essenrode   | Kirche  |

### Region Okeraue
Die Region Okeraue entspricht dem Westteil der Samtgemeinde Papenteich sowie Teilen der Gemeinde Wendeburg, der Stadt Braunschweig und der Gemeinde Hillerse aus der Samtgemeinde Meinersen. Sie besteht aus fünf Kirchengemeinden. Vier davon sind je paarweise pfarramtlich verbunden. Zusätzlich bilden die fünf Kirchengemeinden einen Kirchengemeindeverband mit einem gemeinsamen Regionalmanager.
| Pfarramt      | Kirchengemeinde   | Gebiet                                                                                              | Kirche oder Kapelle                | Bild   |
| ------------- | ----------------- | --------------------------------------------------------------------------------------------------- | ---------------------------------- | ------ |
| 1 Pfarrstelle | Hillerse          | Hillerser Ortsteil Hillerse                                                                         | St.-Viti-Kirche Hillerse           | Kirche |
| 1 Pfarrstelle | Didderse-Neubrück | Politische Gemeinde Didderse, Wendeburger Ortsteil Neubrück und Adenbütteler Ortsteil Rolfsbüttel   | St.-Viti-Kirche Didderse           | Kirche |
| 1 Pfarrstelle | Adenbüttel        | Adenbütteler Ortsteil Adenbüttel                                                                    | St.-Marien-Kirche Adenbüttel       | Kirche |
| 1 Pfarrstelle | Rethen            | Vordorfer Ortsteil Rethen                                                                           | St.-Nicolai-Kirche Rethen          | Kirche |
| 1 Pfarrstelle | Groß Schwülper    | Politische Gemeinde Schwülper, Vordorfer Ortsteil Eickhorst und Braunschweiger Stadtteil Harxbüttel | St.-Nikolaus-Kirche Groß Schwülper | Kirche |
| 1 Pfarrstelle | Groß Schwülper    | Politische Gemeinde Schwülper, Vordorfer Ortsteil Eickhorst und Braunschweiger Stadtteil Harxbüttel | St.-Christinen-Kapelle Walle       |        |

## Einrichtungen, Werke und Gemeinschaften

### Schulen
Im Gebiet des Kirchenkreises gibt es zwei evangelische Ersatzschulen. Das Philipp-Melanchthon-Gymnasium in Meine befindet sich in Trägerschaft des Schulwerks der Evangelisch-lutherischen Landeskirche Hannovers. Aufgrund seiner Lage ist es dem Kirchenkreis Gifhorn zugeordnet. Vertreter des Kirchenkreises können sich daher in das Kuratorium des Schulwerks wählen lassen. Die evangelische Förderschule in Gifhorn befindet sich in Trägerschaft der Dachstiftung Diakonie (s. u.).

### Kindertagesstätten
Die dem Kirchenkreis angehörigen Kirchengemeinden in Neudorf-Platendorf, Gamsen-Kästorf, Gifhorn (Martin Luther und Paulus), Hillerse, Didderse, Isenbüttel und Calberlah haben sich zum Kindertagesstättenverband Gifhorn zusammengeschlossen, der 9 Kindertagesstätten und Familienzentren betreibt. Alle diese Einrichtungen sind namentlich an die örtliche Kirche angelehnt und es bestehen Beziehungen zur jeweiligen Kirchengemeinde. Eine weitere evangelische Kindertagesstätte in Gifhorn gehört zum eigenständigen Werk Dachstiftung Diakonie und noch eine weitere zum ebenfalls eigenständigen Ohofer Gemeinschaftsverband (s. u.).

### Diakonie
Neben vielfältigen Seelsorgeangeboten widmet sich der Kirchenkreis auch der sozialen Arbeit. So bietet das Diakonische Werk des Kirchenkreises Begleitung und Beratung für Menschen in leiblicher Not, seelischer Bedrängnis oder sozial schwierigen Verhältnissen an. Darunter fallen beispielsweise allgemeine Sozialberatung, Trauerbegleitung und Schwangerschaftskonfliktberatung. Als freier Träger und Mitglied der Diakonie übernimmt das diakonische Werk des Kirchenkreises so auch Aufgaben in staatlichem bzw. kommunalem Auftrag.
Ein besonderer Schwerpunkt ist die Kinder- und Jugendhilfe. So betreibt der Kirchenkreis die Jugendwerkstatt Gifhorn (JWG), die im Auftrag des Landkreises Gifhorn und anderer Leistungsträger seit 1984 sozialpädagogische Angebote für Jugendliche und junge Erwachsene in der Jugendberufshilfe durchführt. Das kirchenkreiseigene Jugendhilfeprojekt ZOB arbeitet zudem seit 1992 mit straffällig gewordenen Jugendlichen und Heranwachsenden im gesamten Landkreis Gifhorn für die Amtsgerichtsbezirke Gifhorn und Wolfsburg.
Der Kirchenkreis ist mit 20 % an der Diakoniestationen Harz-Heide gGmbH beteiligt. Hauptgesellschafter ist die Evangelische Stiftung Neuerkerode (51 %), und weitere Gesellschafter die Propstei Braunschweig (20 %) und die Dachstiftung Diakonie (9 %). Die Tochtergesellschaft Diakoniestation Gifhorn gGmbH bietet ambulante Pflege und Tagespflege in Gifhorn, Isenbüttel, Meine, Meinersen und Groß Schwülper. Die örtlichen Kirchengemeinden sind über Beiratsstrukturen in die Arbeit eingebunden.
Im Gebiet des Kirchenkreises hat die Dachstiftung Diakonie als eigenständiges kirchliches Werk ihren Sitz, die auch an anderen Standorten in Niedersachsen und Sachsen-Anhalt mit Einrichtungen vertreten ist. Mittels ihrer verschiedenen Tochtergesellschaften betreibt sie im Gebiet des Kirchenkreises unter anderem drei Pflegeheime und mehrere pädagogische und therapeutische Wohngruppen für Jugendliche. In Werkstätten und inklusiven Dienstleistungsbetrieben beschäftigt sie psychisch beeinträchtigte, sozial benachteiligte und anders befähigte Menschen. Die Bewohner der am Hauptstandort in Kästorf gelegenen Einrichtungen („Kästorfer Anstalten“) bilden eine eigene Anstaltsgemeinde innerhalb des Kirchenkreises.

### Friedhöfe
Mehrere dem Kirchenkreis angehörige Kirchengemeinden betreiben Friedhöfe. In der Region NordOst gibt es kirchliche Friedhöfe in Wahrenholz und Grußendorf (Sassenburg). In der Region Mitte betreibt die Gemeinde St. Nicolai den großen evangelischen Stadtfriedhof in Gifhorn. In der Region SüdOst gibt es kirchliche Friedhöfe in Isenbüttel, Calberlah, Ribbesbüttel und Meine und in der Region Okeraue in Groß Schwülper, Adenbüttel und Rethen.

### Landeskirchliche Gemeinschaften
Die innerhalb des Kirchenkreises agierende landeskirchliche Gemeinschaft in Gifhorn sowie die Johannes-Gemeinde in Müden (Aller) gehören dem Ohofer Gemeinschaftsverband an. Die Gemeinschaften haben ein eigenständiges Gemeindeleben mit eigenen hauptamtlichen Predigern, die auf Antrag des Gemeinschaftsverbands vom zuständigen Regionalbischof des Sprengels Lüneburg zum Dienst der freien Wortverkündigung und der Darreichung des Abendmahls beauftragt sind. Ihre Teilnahme an Pfarrkonferenzen auf Kirchenkreisebene und Dienstbesprechungen auf Gemeindeebene ist ausdrücklich erwünscht.

## Struktur
Der Kirchenkreis wird wie andere Kirchenkreise durch eine Superintendentin geleitet. Derzeit ist dies Sylvia Pfannschmidt. Die weitere Leitung des Kirchenkreises übernehmen der Kirchenkreisvorstand und die gewählte Kirchenkreissynode.
Im Rahmen des kirchlichen Strukturwandels entstehen neue Strukturen zwischen der Ebene des Kirchenkreises und der der einzelnen Kirchengemeinden. So bildet etwa die Region Okeraue einen Kirchengemeindeverband mit einem eigenen Regionalmanager und einem Regionalvorstand. Viele der kleineren Kirchengemeinden sind zudem pfarramtlich mit anderen verbunden.
Das zuständige Kirchenamt teilt sich der Kirchenkreis mit dem Kirchenkreis Wolfsburg-Wittingen, es sitzt in Gifhorn. Dort findet der Großteil der Verwaltung für die Einrichtungen, die Liegenschaften und das Personal des Kirchenkreises und seiner Kirchengemeinden statt.